# Kaztemirtrans
Kaztemirtrans (KTT) (kasachisch Қазтеміртранс) ist ein Eisenbahnverkehrsunternehmen im Schienengüterverkehr  in Kasachstan mit Sitz in Astana. Es ist ein Tochterunternehmen der staatlichen kasachischen Eisenbahngesellschaft Kasachstan Temir Scholy.

## Geschichte
Das Unternehmen wurde am 21. Oktober 2003 gegründet. Im Dezember 2004 wurde mit dem Gütertransport auf den Eisenbahnstrecken Zhaman-Aschy-Zhanaaul und Sarykum-Zhanaaul begonnen. Im Mai 2005 kamen sechs weitere Strecken hinzu (Zhaman-Aschy-Zhanaaul, Sarykum-Zhanaaul, Karazhal-Karaganozek, Karazhal-Zhanaaul, Enbekshilder-Zhanaaul und Suuk-Bulak-Zhana-Semei).
Im Mai 2006 eröffnete Kaztemirtrans eine Vertretung in der chinesischen Stadt Ürümqi und im Januar 2007 folgte eine weitere Vertretung in der russischen Hauptstadt Moskau.
Ende März 2010 bekam Kaztemirtrans von der Europäischen Bank für Wiederaufbau und Entwicklung einen Kredit in Höhe von 50 Millionen US-Dollar für die Erneuerung von Waggons und Lokomotiven.